# 2045

## Evenimente anticipate
- Potrivit lui Ray Kurzweil este anul în care singularitatea tehnologică își face „debutul”.
- Se împlinește un secol de la terminarea celui de-al Doilea Război Mondial (1939-1945).